# Opus Eponymous
Opus Eponymous je debutové studiové album švédské heavymetalové hudební skupiny Ghost. Vydáno bylo 18. října 2010 u vydavatelství Rise Above Records. Bylo nahráno v Linköpingu, rodném městě členů skupiny, a jeho producentem byl Gene Walker. Hlavní téma celé desky je příchod „Dábla a zkázy“. V textech se objevují odkazy například na Antikrista, Alžbětu Bathory či čarodějnice. Deska byla kladně přijata jak hudebními fanoušky, tak kritiky a byla nominována na švédskou cenu Grammis v kategorii Nejlepší hardrockové/metalové album.

## Seznam skladeb
| Pořadí         | Název             | Délka |
| -------------- | ----------------- | ----- |
| 1.             | Deus Culpa        | 1:34  |
| 2.             | Con Clavi Con Dio | 3:33  |
| 3.             | Ritual            | 4:28  |
| 4.             | Elizabeth         | 4:01  |
| 5.             | Stand by Him      | 3:56  |
| 6.             | Satan Prayer      | 4:38  |
| 7.             | Death Knell       | 4:36  |
| 8.             | Prime Mover       | 3:53  |
| 9.             | Genesis           | 4:03  |
| Celková délka: | Celková délka:    | 34:41 |

## Obsazení
- Papa Emeritus – zpěv

Bezejmenní ghůlové
- – sólová kytara
- – basová kytara
- – rytmická kytara
- – klávesy
- – bicí

Technická podpora
- Gene Walker – produkce
- Jaime Gomez Arellano – mix, mastering
- Simon Söderberg – nahrávání
- Joakim Kärling – nahrávání
- Basilevs 254 – přebal alba
- Trident Arts – design alba